# Laufhühnchen (Art)
Das Laufhühnchen (Turnix sylvatica), auch Rostkehl-Kampfwachtel, Spitzschwanz-Laufhühnchen oder Rostkehl-Laufhühnchen genannt, ist eine Vogelart aus der Familie der Laufhühnchen in der Ordnung der Regenpfeiferartigen.

## Merkmale

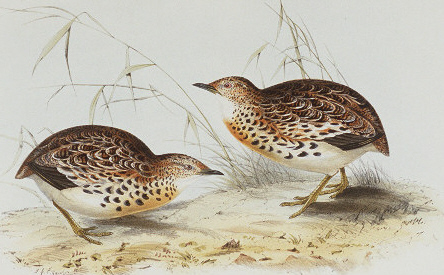
Laufhühnchen, Illustration

Das Laufhühnchen ist klein und ähnelt sehr einer Wachtel. Von dieser unterscheidet es sich durch den längeren Schnabel und die längeren Beine. Sein Körper ist rundlich und kompakt gebaut, der Hals ist sehr kurz und der Kopf klein. Seine Flügel sind breit und etwa 8 bis 10 Zentimeter lang, der Schwanz ist kurz und keilförmig. Die Beine des Vogels beginnen weit hinten am Körper und tragen drei mit kurzen Krallen besetzte Zehen. Er hat große, gelbe Augen und einen dünnen, leicht nach unten gebogenen Schnabel. Die Nasenlöcher befinden sich ungefähr in der Mitte des Oberschnabels. Die Körperoberseite sowie der Schwanz sind dunkelbraun mit einem dunklen Schuppenmuster, die Handschwingen sind schwarzbraun und die Handdecken auf gelbbraunem Grund schwarz gefleckt. Im Nacken und auf der Stirn dominieren überwiegend rötliche Farben. Das Gesicht ist hellbraun und von kleinen, dunklen Punkten überzogen. Das Laufhühnchen besitzt eine hellgraue Kehle, die durch ein dunkelgraues Band vom Gesicht getrennt ist. Der Hals und die Flanken sind schwarz gefleckt, die Flecken werden nach unten hin immer größer und halbmondförmiger. Manchmal befindet sich auf der Hinterseite eines solchen Tupfens auch ein rotbrauner Schatten. Die Brust und der Vorderhals sind orange gestreift. Der Bauch des Laufhühnchens ist weiß gefärbt. Der Schnabel der Vögel ist dunkelgrau, die Beine sind gelb bis gelbgrau. Das Männchen ist insgesamt kleiner und blasser als das Weibchen, Jungvögel sind hellbraun und dunkel gesprenkelt. Das Laufhühnchen wird 40 bis 60 Gramm schwer und erreicht eine Körperlänge von 15 (Männchen) bis 19 (Weibchen) Zentimetern.

## Lebensweise

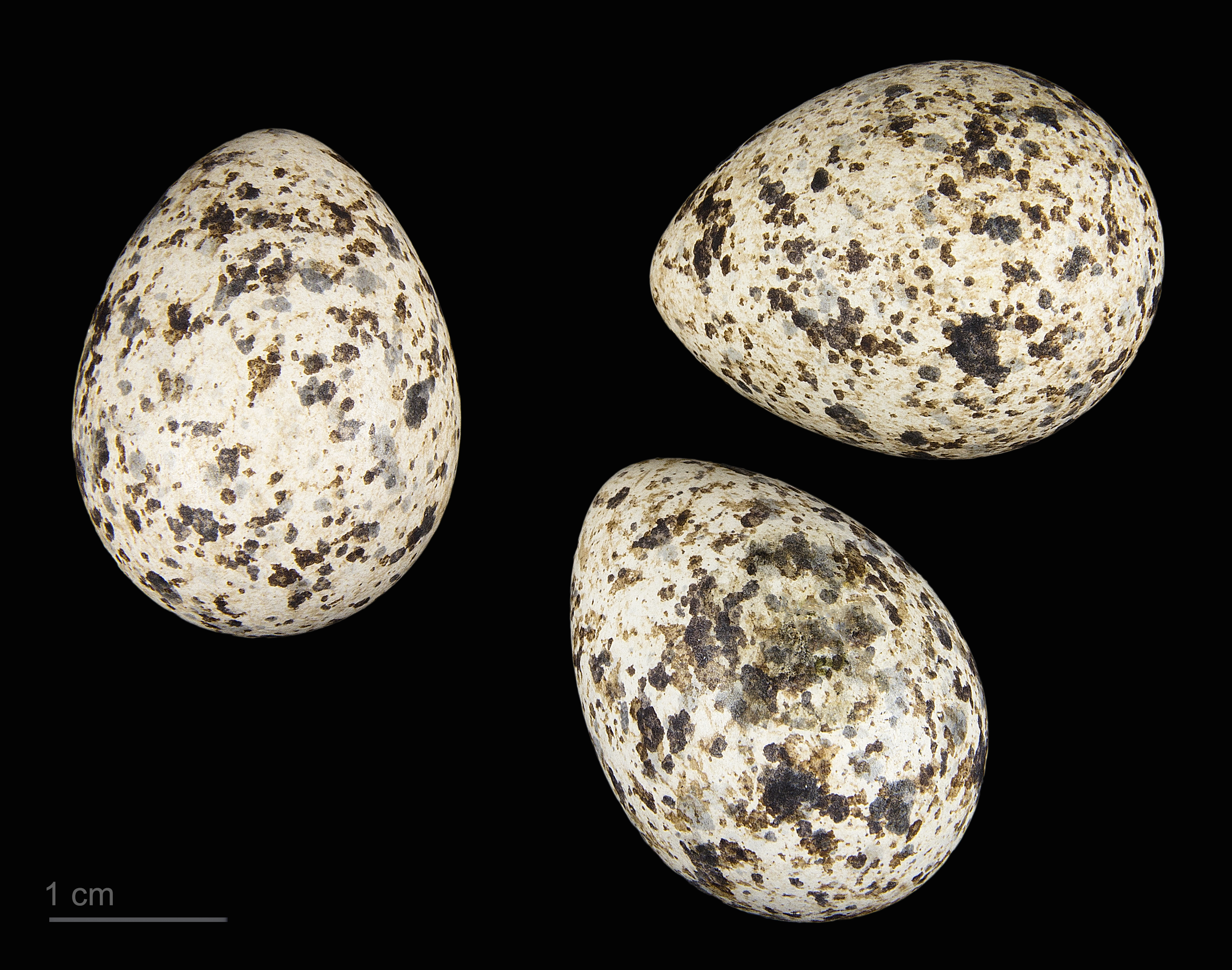
Eier des Laufhühnchens

Das Laufhühnchen lebt scheu und zurückgezogen paarweise oder in Gruppen von bis zu fünf Tieren. Jede Gruppe (bzw. jedes Paar) besitzt ein Revier. Es fliegt nur selten und schlecht, während des Fluges entsteht ein schwirrendes Geräusch. Droht Gefahr, legt sich der Vogel auf den Boden, hilft dies nicht, rennt er im Zickzack davon und fliegt erst, wenn das Weglaufen aussichtslos ist. Das Laufhühnchen frisst hauptsächlich Samen. Es geht nur am Tag auf Nahrungssuche und scharrt dabei mit den Füßen auf dem Boden. Das Weibchen ruft während der Balzzeit in der Dämmerung und in sternenklaren Nächten gedämpft und nachhallend huu-huu-huu.
Die Paarungszeit schwankt je nach Verbreitungsgebiet erheblich: In Südeuropa und in weiten Teilen Afrikas erstreckt sie sich über das Frühjahr, in Südasien über die Regenzeit, und in Ostafrika über den Januar. Ein Weibchen verpaart sich meist mit mehreren Männchen und sucht danach einen geeigneten Neststandort. Das aus Zweigen und Halmen bestehende Nest erreicht einen Durchmesser von 20 Zentimetern und wird in einer Bodenmulde zwischen Sträuchern und hohem Gras errichtet. Es wird mit Gras und Blättern ausgepolstert. Das Weibchen legt vier bis fünf rötlichweiße und grau getupfte Eier. Sie wiegen fünf bis sechs Gramm und sind 25 mal 20 Millimeter groß. Das Gelege wird anfangs vom Weibchen und später hauptsächlich vom Männchen 12 bis 14 Tage lang bebrütet, was für ein beim Schlüpfen schon vollständig entwickeltes Junges sehr kurz ist. Die Jungtiere sind Nestflüchter und folgen den Eltern schon nach wenigen Tagen. Im Alter von zwei Wochen sind sie flugfähig, nach drei Wochen verlassen sie ihre Eltern und sind schon nach wenigen Monaten geschlechtsreif. In einem Jahr kann es zu mehreren Bruten kommen.

## Lebensraum und Verbreitung

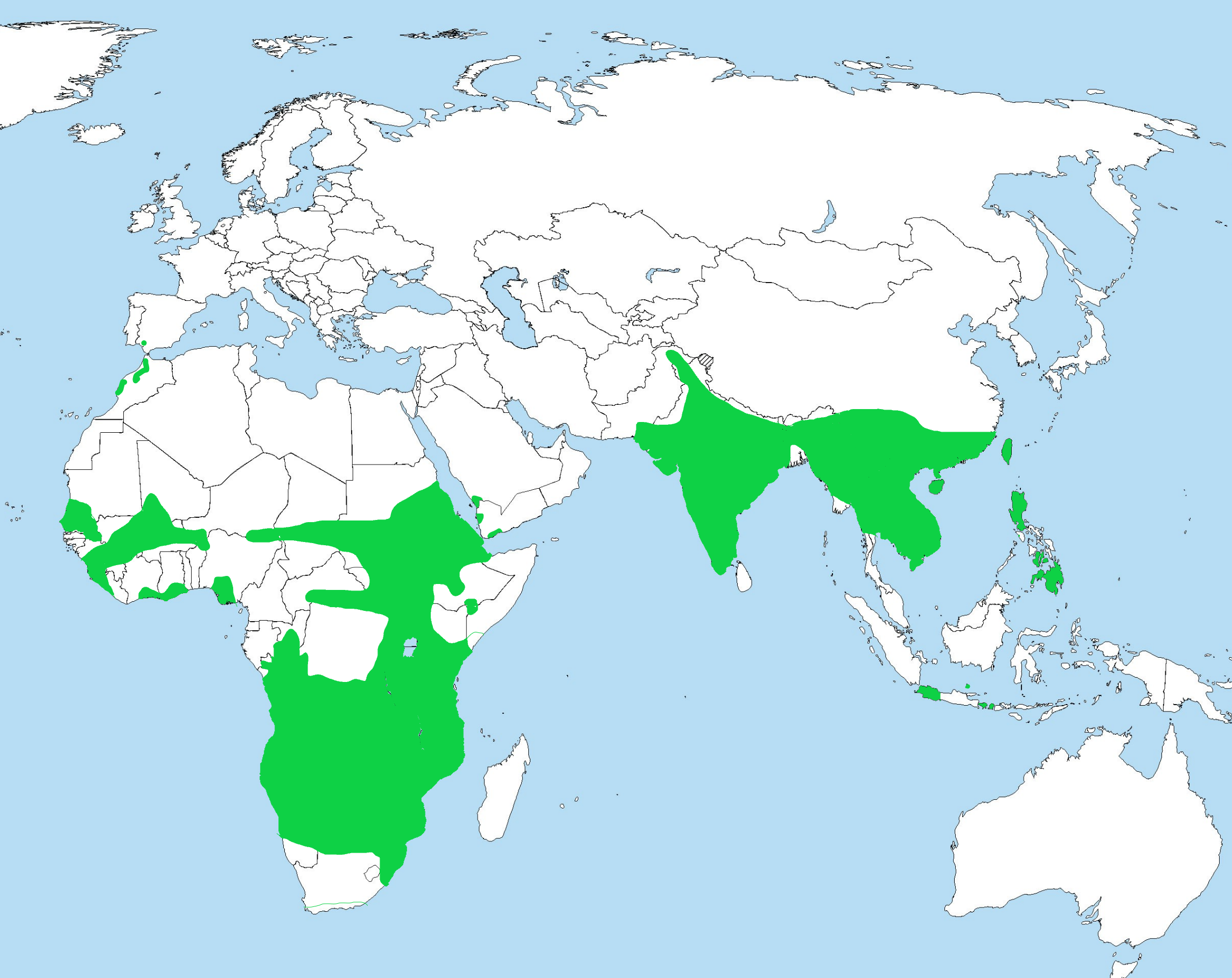
Verbreitungsgebiet des Laufhühnchens (grün)

Das Laufhühnchen hat ein weites Verbreitungsgebiet. Es umfasst China, Taiwan, Südasien, Vorderasien, die Arabische Halbinsel, Afrika südlich der Sahara und Nordafrika. Einzelne Populationen gab es auch in Südspanien und Portugal, hier ist es aber seit 1981 verschollen und wird seit 2018 als in Europa ausgestorben betrachtet. Es lebt in offenen, buschreichen Geländen wie Buschland, Savannen und an Waldrändern. Manchmal bewohnt es auch sehr trockene Gebiete wie Wüsten und Steppen, in Asien ist es auch in tropischen Regen- und Monsunwäldern anzutreffen. Es kommt bis in Höhen von 2400 Metern vor. Das Laufhühnchen ist in seinem gesamten Verbreitungsgebiet Standvogel.

## Unterarten
Es werden folgende Unterarten unterschieden:
- Turnix sylvatica alleni; Südostasien
- Turnix sylvatica arenaria; Südostasien
- Turnix sylvatica dussumier; Vorderasien, Südasien
- Turnix sylvatica davidi; China, Südasien, Taiwan
- Turnix sylvatica mikado; China, Südasien, Taiwan
- Turnix sylvatica bartelsorum; Bali, Java
- Turnix sylvatica sylvatica; Nordafrika, früher auch Südeuropa

## In der Astronomie
1999 wurde der Asteroid (8972) Sylvatica nach Turnix sylvatica benannt.

## Belege
1. ↑  Daniel Lingenhöhl: Artensterben: Erste europäische Vogelart seit Riesenalk ausgestorben, auf: Spektrum.de vom 16. November 2018. Abgerufen am 19. November 2018

## Weblink
- Turnix sylvaticus in der Roten Liste gefährdeter Arten der IUCN 2013.2. Eingestellt von: BirdLife International, 2012. Abgerufen am 14. Januar 2014.